# Asphaera lustrans
Asphaera lustrans är en skalbaggsart som först beskrevs av George Robert Crotch 1873.  Asphaera lustrans ingår i släktet Asphaera och familjen bladbaggar. Inga underarter finns listade i Catalogue of Life.